# Mediator Dei
Mediator Dei es una encíclica papal emitida por el papa Pío XII en 1947. La encíclica sugiere nuevas direcciones y la participación activa en lugar de un papel meramente pasivo de los fieles en la liturgia, en las ceremonias litúrgicas y en la vida de su parroquia. Subraya también la importancia del culto eucarístico. Mediator Dei fue una de las más importantes encíclicas del papa Pío XII. La encíclica condenó ciertos excesos de la reforma litúrgica y destacó la importancia de la unión del sacrificio y el altar con la comunión, en gran medida dirigida a reformas adicionales durante el Concilio Vaticano II.

## Introducción
El papa Pío defiende la liturgia tan importante, sagrada y sacramental. La liturgia es más que la suma de las acciones litúrgicas y las prescripciones. Se trata de un error, por lo tanto, pensar en la sagrada liturgia como sólo la parte externa o visible del culto divino o como una planta ornamental ceremonial. No menos erróneo es la idea de que sólo consiste en una lista de leyes y reglamentos según los cuales las órdenes de la jerarquía eclesiástica dictan los ritos sagrados que deben realizarse. La encíclica tiene cuatro partes: i) NATURALEZA, ORIGEN, PROGRESO DE LA LITURGIA; ii) La liturgia, culto interno y externo; iii) La liturgia está regulada por la jerarquía eclesiástica; iv) Progreso y desarrollo de la liturgia.

## La naturaleza de la Liturgia
La primera parte explica la naturaleza, origen y desarrollo de la liturgia. La liturgia es el culto público, obligación de los individuos y las comunidades. La liturgia es la adoración de Dios hacia el exterior, así como una fuente de la piedad personal. Se originó en la Iglesia primitiva:
Los primeros cristianos ... "eran fieles en conservar la enseñanza de los apóstoles, en compartir lo que tenían, en reunirse para partir el pan y en la oración". Cuando los pastores convocaban a un pequeño grupo de fieles, se levantaba un altar en el que se procedía a ofrecer el sacrificio, y en torno al cual se alineaban todos los otros ritos adecuados para la salvación de las almas y por el honor debido a Dios.
A través de la oración, los miembros del, Mystici Corporis Christi, el Cuerpo Místico de Cristo están armonizados y unidos. La liturgia está regulada por el clero y la jerarquía de la Iglesia. Tiene elementos divinos y humanos. Sus elementos humanos son resultado de las enseñanzas de la Iglesia, las leyes de la Iglesia, los usos piadosos de los fieles y el desarrollo del arte y la música. También hay que señalar, sin embargo, que Pío XII advierte fuertemente en contra de un sentido de "arqueología litúrgica", la creencia de que las prácticas más antiguas son más venerables. Reconoce que la liturgia es orgánica, y regresar a las prácticas más antiguas sería ignorar siglos de desarrollo orgánico de la liturgia. El Santo Padre dirá que:
"sería apartarse del camino recto que se desea para el altar, restaurado a su forma de tabla primitiva; se excluiría el negro como color de las vestiduras litúrgicas, fueron de prohibir el uso de las imágenes sagradas y estatuas en la Iglesia, se diera la orden de que el crucifijo fuera diseñado de manera que el Cuerpo del Divino Redentor no mostrara rastro de sus crueles sufrimientos".

## Culto Eucarístico
La Eucaristía es el memorial (del hebreo "zikaron", que significa "hacer presente") del sacrificio en la cruz. Cristo es el Sumo Sacerdote, el sacrificio y el propósito del sacrificio eucarístico. Los fieles deben participar, pero no tienen la autoridad sacerdotal. Ellos participan en el sacrificio junto con el sacerdote. Ellos participan en la limpieza del alma de la arrogancia, la ira, la lujuria y otros pecados, y así ven más claramente la imagen de Cristo en sí mismos.
Mediator Dei aconseja a los obispos la creación de oficinas para fomentar la participación activa, servicios dignos, y asegurar, que el respectivo sacerdote no utilice la Eucaristía como experimento para sus propios fines. La encíclica invita a los fieles a participar en la Santa Comunión y utiliza los términos, espiritual y comunión sacramental. La comunión debe ser seguida por una acción de gracias.
La encíclica anima a la adoración del Santísimo Sacramento y las bendiciones eucarísticas. El Jesús histórico y la Eucaristía no pueden separarse. La liturgia completa abre a los fieles el misterio de la cruz, en la semejanza de su Redentor.
Todos los elementos de la liturgia, entonces, nos habrían de reproducir en nuestros corazones la imagen del Redentor divino a través del misterio de la cruz, según las palabras del Apóstol Pablo, "Con Cristo estoy clavado en la cruz. Ya yo no soy quien vivo, sino cristo quien vive en mi". Gálatas 2:19-20. Así nos convertimos en una víctima, por así decirlo, junto con Cristo para aumentar la gloria del Padre eterno.

## Liturgia de las Horas
La Liturgia de las Horas (Oficio Divino) es una oración incesante de la Iglesia, que requiere un espíritu de contemplación. Los fieles están invitados a participar en la Liturgia de las Horas, sobre todo durante el domingo. Por lo tanto se les invita a su participación en la vida de Cristo, que la Iglesia repite y explica sobre una base anual.
Los santos son los modelos ideales e intercesores. Entre los habitantes del cielo, María tiene un lugar especial. Ella es como ningún otro implicado en los misterios de Cristo. Ella ofrece a su hijo y proporciona toda la ayuda necesaria.

## La liturgia y las artes
Mediator Dei habla de la necesidad de contar con casas elegantes y hermosas de la adoración. No necesariamente rica en objetos de valor histórico, pero si limpia y no sobrecargada de kitsch. El Papa, al mismo tiempo crítico a los que adornan las iglesias de casi todas las imágenes antiguas y valiosas estatuas, también desaprueba el sobrecargado y los altares, que serán objeto de burla.
Sin embargo, en conformidad con la misión de nuestra oficina, no se puede dejar de deplorar y condenar las obras de arte, recientemente introducidas por algunos, que parece ser una distorsión y perversión del verdadero arte y que a veces abiertamente choca con el gusto cristiano de la modestia y devoción, y vergonzosamente ofende el sentimiento religioso verdadero. Estos deben ser totalmente excluidos y expulsados de nuestras iglesias, al igual que "cualquier cosa que no esté en consonancia con la santidad del lugar." Mediator Dei, 195.